# 神咲アンナ
神咲 アンナ（かんざき アンナ、1987年1月5日 -）は、日本のAV女優、元ストリッパー。

## 略歴
神奈川県出身。当初は着エロアイドルとして売り出し、後に2005年11月25日、KUKIより『anna』でAVデビュー。
2006年6月1日にはストリッパーとして新宿ニューアートで初舞台を踏む。

## 人物
趣味は猫と遊ぶこと、ゲーム。
特技は水泳、一輪車、リンゴの皮剥き。

## 主な出演作品

### イメージビデオ
- 萌えエロ（2005年9月28日、ビーエムドットスリー）

### アダルトビデオ
2005年
- プロローグ (10月30日、TANK) ※レンタル
- anna (11月25日、TANK)
- オアシス (11月30日、TANK) ※レンタル
- 裸体 (11月30日、TANK)
- anna 2nd (12月21日)
- やっぱりスクールガール。青春18R (12月31日、TANK) ※レンタル

2006年
- 野外デートクラブ (1月31日、TANK) ※レンタル
- R18 (2月24日、TANK)
- ナースチャンネル (2月28日、TANK) ※レンタル
- ワイセツR18 ナース&メイド&レイプ (3月31日、TANK)
- LOVE♥RAPE 愛情レイプ「お兄ちゃん、助けて!!」 (3月31日、TANK) ※レンタル
- ギリギリモザイク (4月19日、エスワン)
- ALL STAR CLIPS volume.3 (5月19日、KUKI)
- ギリギリモザイク 6つのコスチュームでパコパコ! (5月19日、エスワン)
- ギリギリモザイク 学校でセックスしよっ♥ (6月19日、エスワン)
- ギリギリモザイク ネットリ濃厚セックス (7月19日、エスワン)
- ギリギリモザイク 妄想的特殊浴場 本指名 (8月19日、エスワン)
- ギリギリモザイク アンナとの共同生活は24時間セックスざんまい! (9月7日、エスワン)
- S1女学院♥み〜んなでパコパコ学園祭! No2 (10月7日、エスワン)
- ギリギリモザイク 街で噂のエッチな姉妹3 (10月19日、エスワン)
- ギリギリモザイク アンナのセックスじっくり見せてあげる (11月7日、エスワン)
- S級女優のじっくり極上セックス 2 (11月19日、エスワン)
- S級女優23人大絶叫バコバコ4時間 (12月7日、エスワン)
- ザ・カメラテスト 清純そうな顔してキミ、激しいね〜 そんなにのどの奥まで入れて大丈夫!？ (12月21日、アテナ映像)

### 写真集
- KARAMI 32（2006年1月31日、三和出版）

### 雑誌
- 熱写ボーイ（2006年、東京三世社）

### テレビ
- 誘惑のマーメイド（MONDO21）
- Peach Pit 「〜桃のたね〜」（MONDO21）